# AC Merlan
AC Merlan là một câu lạc bộ bóng đá Togo có trụ sở ở Lomé, thi đấu ở giải cao nhất của bóng đá Togo. Sân nhà của đội bóng là Stade Oscar Anthony.

## Đội hình hiện tại
Ghi chú: Quốc kỳ chỉ đội tuyển quốc gia được xác định rõ trong điều lệ tư cách FIFA. Các cầu thủ có thể giữ hơn một quốc tịch ngoài FIFA.
| Số | VT | Quốc gia | Cầu thủ            |
| -- | -- | -------- | ------------------ |
| -  | HV | Togo     | Wiyao Sanda-Nabede |

| Số | VT | Quốc gia | Cầu thủ      |
| -- | -- | -------- | ------------ |
| -  |    | Togo     | Fazale Kerim |